# Бас Ранган
Бас Ранган (фр. Basse-Rentgen) насеље је и општина у североисточној Француској у региону Лорена, у департману Мозел која припада префектури Тионвил Ест.
По подацима из 2011. године у општини је живело 390 становника, а густина насељености је износила 37,28 становника/km². Општина се простире на површини од 10,46 km². Налази се на средњој надморској висини од 200 метара (максималној 267 m, а минималној 209 m).

## Демографија
| 1962. | 1968. | 1975. | 1982. | 1990. | 1999. | 2011. |
| ----- | ----- | ----- | ----- | ----- | ----- | ----- |
| 223   | 254   | 230   | 213   | 289   | 306   | 390   |

График промене броја становника у току последњих година